# Liste des aéroports au Sahara occidental
Voici une liste des aéroports au Sahara Occidental, triés par emplacement. Ces aéroports sont également inclus dans la liste des aéroports au Maroc.

## Carte
| Laâyoune Dakhla Semara |

## Liste
Les noms d'aéroport indiqués en gras indiquent que ceux-ci possèdent un service aérien commercial régulier.
| Ville (en) | OACI        | AITA | Nom                                          | Coordonnées                  |
| ---------- | ----------- | ---- | -------------------------------------------- | ---------------------------- |
| Dakhla     | GSVO / GMMH | VIL  | Aéroport de Dakhla                           | 23° 43′ 05″ N, 15° 55′ 55″ O |
| Es-Semara  | GSMA / GMMA | SMW  | Base d'Es-Semara                             | 26° 43′ 54″ N, 11° 41′ 04″ O |
| Laâyoune   | GSAI / GMML | EUN  | Aéroport international Laâyoune - Hassan Ier | 27° 09′ 06″ N, 13° 13′ 09″ O |
| Lagouira   |             | ZLG  | Aéroport de Lagouira (en) (fermé)            | 20° 51′ 00″ N, 17° 05′ 00″ O |

Il existe d'autres pistes d'atterrissage non goudronnées au Sahara occidental :
- Aéroport d'Oum Dreyga (en)
- une piste nord-sud balisée de 1 960 mètres[1] desservant les installations de contrôle à la frontière marocaine au sud de Guerguerat.
- une piste d'atterrissage en terre[2] au sud de Tifariti
- deux pistes d'atterrissage en terre[3] à l'ouest de Al Mahbes